# Thylacoptila
Thylacoptila is een geslacht van vlinders van de familie snuitmotten (Pyralidae), uit de onderfamilie Phycitinae.

## Soorten
- T. auchmodes (Turner, 1905)
- T. borbonica Guillermet, 2007
- T. cavifrontella Hampson, 1901
- T. gonylasia Tams, 1935
- T. paurosema Meyrick, 1888